# Cratolestes chiliensis
Cratolestes chiliensis är en tvåvingeart som först beskrevs av Macquart 1850.  Cratolestes chiliensis ingår i släktet Cratolestes och familjen rovflugor. Inga underarter finns listade i Catalogue of Life.